# Droite de Simson

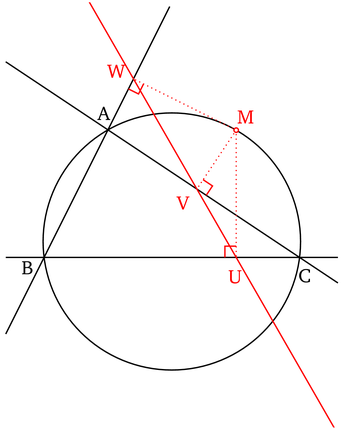
Le point M du cercle circonscrit au triangle (ABC) se projette perpendiculairement sur les trois côtés (prolongés au besoin) en trois points U, V, W alignés.

Soit un triangle ABC, M un point du plan et U, V et W les projetés orthogonaux de M sur les droites (BC), (AC) et (AB). Alors les deux propositions suivantes sont équivalentes :
- M est sur le cercle circonscrit au triangle ;
- U, V et W sont alignés.

Dans ce cas, la droite portant les points U, V et W s'appelle la droite de Simson (ou droite de Wallace, qui fut en fait le premier à la découvrir en 1799) associée au point M.
En particulier :
- la droite de Simson associée à un sommet est la hauteur issue de ce sommet ;
- la droite de Simson du point diamétralement opposé à un sommet sur le cercle circonscrit est le côté opposé à ce sommet.

## Diverses propriétés
Si H est l'orthocentre du triangle ABC, alors la droite MH et la droite de Simson associée à M se coupent sur le cercle d'Euler du triangle ABC.
Si M et M' sont deux points du cercle circonscrit, alors l'angle entre les droites de Simson de ces deux points est la moitié de l'arc MM'. En particulier, si M et M' sont diamétralement opposés sur le cercle leurs droites de Simson sont perpendiculaires et en outre leur point d'intersection se trouve sur le cercle d'Euler du triangle. 
Deux triangles étant donnés, inscrits dans le même cercle, les deux droites de Simson d'un point M par rapport aux deux triangles font entre elles un angle constant, qui ne dépend pas du choix du point M.

## Enveloppe des droites de Simson
Théorème — L'enveloppe des droites de Simson d'un triangle est une deltoïde.

Les droites de Simson (en rouge) sont tangentes à une deltoïde (en bleu).

L'article consacré à la deltoïde de Steiner présente ses propriétés.